# Feralpisalò 2009-2010
Questa pagina raccoglie le informazioni riguardanti la Feralpisalò nelle competizioni ufficiali della stagione 2009-2010.

## Stagione
Nella stagione 2009-2010 i neopromossi Leoni del Garda della Feralpisalò sono all'esordio tra i professionisti, e nella loro prima stagione disputata nel girone A della Seconda Divisione, si sono classificati al quarto posto con 57 punti, a pari merito con Legnano e Pavia. La squadra verdeblù del presidente Giuseppe Pasini, grazie a questo ottimo piazzamento, è stata quindi ammessa ai Play-off dove però ha terminato il suo percorso nelle semifinali contro il Legnano, sconfitta prima (1-2) al Giovanni Mari e pareggiando nel ritorno (0-0). In Coppa Italia Lega Pro, la squadra salodiana è stata eliminata nella fase iniziale a gironi, essendosi classificata all'ultimo posto nel girone C, vinto da Mezzocorona e Sanbonifacese.

## Divise e sponsor
Lo sponsor tecnico per la stagione 2009-2010 è Lotto, mentre gli sponsor ufficiali sono Feralpi e Ivars.
| Casa | Trasferta |  |

## Rosa
| N. |                   | Ruolo | Calciatore         |
| -- | ----------------- | ----- | ------------------ |
|    | Italia (bandiera) | P     | Marco Ambrosio     |
|    | Italia (bandiera) | P     | Graziano Gargallo  |
|    | Italia (bandiera) | D     | Umberto Colicchio  |
|    | Italia (bandiera) | D     | Paolo Ferretti     |
|    | Italia (bandiera) | D     | Omar Leonarduzzi   |
|    | Italia (bandiera) | D     | Alessandro Longhi  |
|    | Italia (bandiera) | D     | Elia Martinelli    |
|    | Italia (bandiera) | D     | Alessandro Morè    |
|    | Italia (bandiera) | D     | Alessandro Picardi |
|    | Italia (bandiera) | D     | Andrea Savoia      |
|    | Italia (bandiera) | D     | Paolo Sberna       |
|    | Italia (bandiera) | D     | Andrea Turato      |

| N. |                      | Ruolo | Calciatore            |
| -- | -------------------- | ----- | --------------------- |
|    | Italia (bandiera)    | C     | Riccardo Baggio       |
|    | Italia (bandiera)    | C     | Samuele Bellomi       |
|    | Italia (bandiera)    | C     | Andrea Dibelli        |
|    | Italia (bandiera)    | C     | Gabriele Piantoni     |
|    | Italia (bandiera)    | C     | Marco Scioli          |
|    | Italia (bandiera)    | C     | Michele Sella         |
|    | Italia (bandiera)    | C     | Christian Zanola      |
|    | Italia (bandiera)    | A     | Eros Bagnara          |
|    | Italia (bandiera)    | A     | Nicola Decò           |
|    | Italia (bandiera)    | A     | Ivan Graziani         |
|    | Italia (bandiera)    | A     | Christian Quarenghi   |
|    | Argentina (bandiera) | A     | Pablo German Rossetti |

## Risultati

### Lega Pro Seconda Divisione

#### Girone di andata
| Salò 23 agosto 2009, ore 14:30 CET 1ª giornata | Feralpisalò     | 0 – 0 | Canavese | Stadio Lino Turina (450 spett.)\| Arbitro: \| Ronchi (Milano) \| |
| Arbitro:                                       | Ronchi (Milano) |       |          |                                                                  |

| Rodengo-Saiano 30 agosto 2009, ore 14:30 CET 2ª giornata | Rodengo Saiano    | 0 – 0 | Feralpisalò | Stadio comunale di Rodengo-Saiano (300 spett.)\| Arbitro: \| Benassi (Bologna) \| |
| Arbitro:                                                 | Benassi (Bologna) |       |             |                                                                                   |

| Arbitro: | Aureliano (Bologna) |

|                    |           |                            |
| Quarenghi 40’, 87’ | Marcatori | 19’ Pietribiasi 26’ Staiti |

| Bolzano 13 settembre 2009, ore 14:30 CET 4ª giornata | Südtirol            | 0 – 0 | Feralpisalò | Stadio Druso (650 spett.)\| Arbitro: \| Perisan (Pordenone) \| |
| Arbitro:                                             | Perisan (Pordenone) |       |             |                                                                |

| Arbitro: | Merlino (Udine) |

|                           |           |  |
| Rossetti 34’ Graziani 92’ | Marcatori |  |

| Arbitro: | Ros (Pordenone) |

|             |           |  |
| Demartis 1’ | Marcatori |  |

| Arbitro: | Fiamingo (Pisa) |

|                                 |           |            |
| Graziani 32’, 37’ Quarenghi 68’ | Marcatori | 76’ Stanco |

| Arbitro: | Aversano (Treviso) |

|  |           |           |
|  | Marcatori | 87’ Sella |

| Salò 18 ottobre 2009, ore 14:30 CET 9ª giornata | Feralpisalò      | 0 – 0 | Crociati Noceto | Stadio Lino Turina (550 spett.)\| Arbitro: \| Cisaria (Trento) \| |
| Arbitro:                                        | Cisaria (Trento) |       |                 |                                                                   |

| Arbitro: | Lobina (Cagliari) |

|                            |           |  |
| Chiaretti 43’ Da Matta 56’ | Marcatori |  |

| Arbitro: | Fogliano (Perugia) |

|                 |           |              |
| Evangelisti 24’ | Marcatori | 92’ Rossetti |

| Salò 8 novembre 2009, ore 14:30 CET 12ª giornata | Feralpisalò         | 0 – 0 | Mezzocorona | Stadio Lino Turina (500 spett.)\| Arbitro: \| Lo Castro (Catania) \| |
| Arbitro:                                         | Lo Castro (Catania) |       |             |                                                                      |

| Arbitro: | Di Stefano (Alghero) |

|                              |           |                           |
| Germani 36’ G. Lorenzini 73’ | Marcatori | 40’ Grazieni 94’ Rossetti |

| Arbitro: | Bellutti (Trento) |

|                                   |           |                         |
| Graziani 8’ Bellomi 52’ Sella 74’ | Marcatori | 55’ (rig.), 56’ Mancosu |

| Arbitro: | Monaco (Tivoli) |

|                                           |           |  |
| Arioli 15’ Leto Colombo 47’ Marchetti 79’ | Marcatori |  |

| Arbitro: | Albertini (Ascoli Piceno) |

|              |           |  |
| Rossetti 93’ | Marcatori |  |

| Arbitro: | Trentalange (Nichelino) |

|            |           |                   |
| Vargas 26’ | Marcatori | 80’ (aut.) Vargas |

#### Girone di ritorno
| Arbitro: | Giorgetti (Cesena) |

|                        |           |                            |
| Parisi 6’ Carretto 90’ | Marcatori | 57’ Colicchio 87’ Rossetti |

| Arbitro: | Ripa (Nocera Inferiore) |

|                                  |           |               |
| Quarenghi 17’ (rig.) Bagnara 91’ | Marcatori | 93’ Altobelli |

| Arbitro: | Santonocito (Abbiategrasso) |

|                 |           |                                                                      |
| Pietribiasi 66’ | Marcatori | 8’ (rig.) Quarenghi 15’ Baggio 23’ Graziani 26’ Bellomi 30’ Rossetti |

| Arbitro: | Fabbri (Ravenna) |

|                            |           |             |
| Rossetti 27’ Quarenghi 41’ | Marcatori | 2’ Albanese |

| Pavia 31 gennaio 2010, ore 14:30 CET 22ª giornata | Pavia                                | 0 – 0 | Feralpisalò | Stadio Pietro Fortunati (800 spett.)\| Arbitro: \| Vallorani (San Benedetto del Tronto) \| |
| Arbitro:                                          | Vallorani (San Benedetto del Tronto) |       |             |                                                                                            |

| Arbitro: | Barbiero (Vicenza) |

|                      |           |                   |
| Quarenghi 59’ (rig.) | Marcatori | 72’ (aut.) Molino |

| Arbitro: | Giallanza (Catania) |

|  |           |                            |
|  | Marcatori | 39’ Graziani 90’ Coppiardi |

| Salò 28 febbraio 2010, ore 14:30 CET 25ª giornata | Feralpisalò           | 0 – 0 | Pro Sesto | Stadio Lino Turina (500 spett.)\| Arbitro: \| Buttarelli (Ciampino) \| |
| Arbitro:                                          | Buttarelli (Ciampino) |       |           |                                                                        |

| Arbitro: | Zivelli (Torre Annunziata) |

|  |           |           |
|  | Marcatori | 76’ Sella |

| Arbitro: | Chiantini (Pisa) |

|              |           |  |
| Graziani 38’ | Marcatori |  |

| Arbitro: | Ronchi (Milano) |

|              |           |                  |
| Rossetti 37’ | Marcatori | 98’ Masciantonio |

| Arbitro: | Aversano (Treviso) |

|              |           |                                   |
| Ferretti 10’ | Marcatori | 41’ (rig.) Quarenghi 44’ Rossetti |

| Arbitro: | Cisaria (Trento) |

|                                       |           |              |
| Longhi 24’ Graziani 67’ Quarenghi 81’ | Marcatori | 3’ Lorenzini |

| Arbitro: | Benassi (Bologna) |

|                                          |           |  |
| Cappai 20’ Bombagi 46’ Anastasi 58’, 85’ | Marcatori |  |

| Arbitro: | Ripa (Nocera Inferiore) |

|  |           |                          |
|  | Marcatori | 18’ Pontarollo 92’ Bisso |

| Vercelli 2 maggio 2010 33ª giornata | Pro Belvedere        | 0 – 0 | Feralpisalò | Stadio Natale Palli\| Arbitro: \| De Benedictis (Bari) \| |
| Arbitro:                            | De Benedictis (Bari) |       |             |                                                           |

| Arbitro: | Di Francesco (Teramo) |

|                        |           |                          |
| Rossetti 80’ Sella 89’ | Marcatori | 35’ Cesarini 51’ Capuano |

### Coppa Italia Lega Pro

#### Fase a gironi
| Pavia 19 agosto 2009, ore 21:00 CET 1ª giornata                            | Mezzocorona | 2 – 1      | Feralpisalò | Stadio Briamasco (n.d. spett.) |
| \| \| \| \| \| Donzelli (rig) 43’ Furlan 43’ \| Marcatori \| 43’ Baggio \| |             |            |             |                                |
|                                                                            |             |            |             |                                |
| Donzelli (rig) 43’ Furlan 43’                                              | Marcatori   | 43’ Baggio |             |                                |

| Salò 16 agosto 2009, ore 21:00 CET 2ª giornata                                  | Feralpisalò | 1 – 2                     | Carpenedolo | Stadio Lino Turina (n.d. spett.) |
| \| \| \| \| \| Rossetti 30’ (rig.) \| Marcatori \| 22’ Lorenzini 42’ Morbini \| |             |                           |             |                                  |
|                                                                                 |             |                           |             |                                  |
| Rossetti 30’ (rig.)                                                             | Marcatori   | 22’ Lorenzini 42’ Morbini |             |                                  |

| San Bonifacio (Italia) 2 settembre 2009, ore 21:00 CET 3ª giornata | Sambonifacese | 1 – 0 | Feralpisalò | Stadio Renzo Tizian (n.d. spett.) |
| \| \| \| \| \| Tartabini 11’ Staiti 80’ \| Marcatori \| \|         |               |       |             |                                   |
|                                                                    |               |       |             |                                   |
| Tartabini 11’ Staiti 80’                                           | Marcatori     |       |             |                                   |

| Salò 26 agosto 2009, ore 21:00 CET 4ª giornata | Feralpisalò | 0 – 0 | Südtirol | Stadio Lino Turina (n.d. spett.) |

## Statistiche

### Statistiche di squadra
| Competizione               | Punti | In casa | In casa | In casa | In casa | In casa | In casa | In trasferta | In trasferta | In trasferta | In trasferta | In trasferta | In trasferta | Totale | Totale | Totale | Totale | Totale | Totale | DR |
| Competizione               | Punti | G       | V       | N       | P       | Gf      | Gs      | G            | V            | N            | P            | Gf           | Gs           | G      | V      | N      | P      | Gf     | Gs     | DR |
| -------------------------- | ----- | ------- | ------- | ------- | ------- | ------- | ------- | ------------ | ------------ | ------------ | ------------ | ------------ | ------------ | ------ | ------ | ------ | ------ | ------ | ------ | -- |
| Lega Pro Seconda Divisione | 57    | 17      |         |         |         |         |         | 17           |              |              |              |              |              | 34     | 14     | 15     | 5      | 42     | 33     | +9 |
| Coppa Italia Lega Pro      |       | 2       | 0       | 1       | 1       | 1       | 2       | 2            | 0            | 0            | 2            | 1            | 3            | 4      | 0      | 1      | 3      | 2      | 5      | -3 |
| Totale                     |       | 19      |         |         |         |         |         | 19           |              |              |              |              |              | 38     | 14     | 16     | 8      | 44     | 38     | +6 |